# Mirle
Mirle är en ort i Indien.   Den ligger i distriktet Mysore och delstaten Karnataka, i den södra delen av landet, 1 800 km söder om huvudstaden New Delhi. Mirle ligger 790 meter över havet och antalet invånare är 6 075.
Terrängen runt Mirle är platt. Runt Mirle är det tätbefolkat, med 476 invånare per kvadratkilometer. Närmaste större samhälle är Krishnarājāsāgara, 12,7 km sydost om Mirle. Trakten runt Mirle består till största delen av jordbruksmark.